# Целюлаза

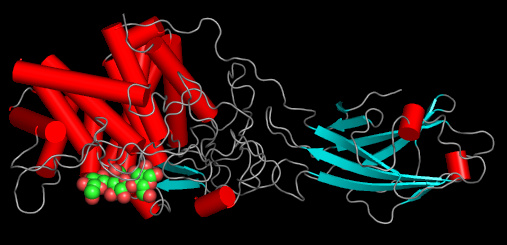
Модель структури целюлази грибка Thermomonospora fusca,.

Целюлаза (ендоклюканаза, бета-глюканаза, авіцелаза) — клас ферментів (КФ 3.2.1.4, що виробляються деякими грибами, бактеріями і найпростішими, інколи тваринами і рослинами, та каталізують гідроліз целюлози. Відомі кілька типів целюлаз, що розрізняються структурою і механізмом дії. Реакція, що каталізується целюлазами: ендогідроліз 1,4-бета-D-глікозидних зв'язків в целюлозі, ліхеніні і бета-D-глюканах.